# Rudolf Faluvégi
Rudolf Faluvégi (Budapest, 9 de enero de 1994) es un jugador de balonmano húngaro que juega de lateral izquierdo en el Wacker Thun. Es internacional con la selección de balonmano de Hungría.

## Palmarés

### HBC Nantes
- Supercopa de Francia (1): 2017

## Clubes
- Pler KC (2010-2012)
- Balatonfüredi KSE (2012-2015)
- Csurgói KK (2015-2017)
- HBC Nantes (2017-2019)[2]
- Cesson-Rennes MHB (2019)
- TVB 1898 Stuttgart (2019-2021)
- Cesson-Rennes MHB (2021-2023)
- Wacker Thun (2023- )